# بی‌جی‌سی
بی‌جی‌سی (انگلیسی: BGC Partners) شرکت خدمات مالی و بانکداری آمریکایی است، که در سال ۱۹۴۵ تأسیس شد.